# Beleg (Hungria)
Beleg é um município da Hungria, situado no condado de Somogy. Tem 17,99 km² de área e sua população em 2019 foi estimada em 601 habitantes.